# Сантяго Рамон и Кахал
Сантяго Рамон и Кахал (на испански: Santiago Ramón y Cajal) е испански лекар-патолог и хистолог, носител на Нобелова награда за физиология или медицина през 1906 г. Известен е със своите новаторски изследвания върху микроскопичната структура на мозъка, както и с таланта си на илюстратор, чиито скици и рисунки се използват в специализираната учебна литература.

## Биография
Сантяго Рамон и Кахал е роден в Петиля-де-Арагон в испанската автономна област Навара на 1 май 1852 г. в семейството на Хусто Рамон и Антония Кахал. Като дете е често преместван в различни училища заради лошо поведение и емоционални реакции срещу прояви на авторитаризъм. Пример за това е взривяването на градските порти със саморъчно направено оръдие, за което Сантяго Рамон е вкаран в затвора на 11-годишна възраст. Притежава артистични таланти на художник, занимава се и с гимнастика. Работи като обущар и бръснар.
Сантяго Рамон посещава медицинското училище на Сарагоса, където се дипломира през 1983 г. След успешно взимане на конкурсните изпити, служи като военен лекар в испанската армия. Взима участие в експедиция на остров Куба през 1874 – 1875 г., където заболява от малария и туберкулоза. След завръщането си в Испания, през 1879 г. сключва брак със Силверия Фанянас Гарсия (Silveria Fañanás García), заедно с която имат четири дъщери и трима сина. Сантяго Рамон е назначен за професор в университета във Валенсия през 1881 г., а през 1883 г. получава степен доктор по медицина в Мадрид. По-късно заема професорска длъжност в Барселона и Мадрид. Става директор на Музея в Сарагоса през 1879 г., директор на Националния институт за хигиена през 1899 г.
През 1906 г. заедно с Камило Голджи е удостоен с Нобелова награда за физиология или медицина, за своите изследвания върху структурата на нервната система.
Сантяго Рамон и Кахал основава Лаборатория за биологични изследвания (Laboratorio de Investigaciones Biológicas) през 1922 г., която по-късно се превръща в Институт на Кахал (Instituto Cajal).
Умира в Мадрид през 1934 г.